# Demansia psammophis
Demansia psammophis là một loài rắn trong họ Rắn hổ. Loài này được Schlegel mô tả khoa học đầu tiên năm 1837 dưới danh pháp Elaps psammophis.

## Phân bố
Loài này được tìm thấy trong khắp khu vực miền đông Australia, dọc theo phía bắc vùng bờ biển Queensland tới Cooktown. Nó cũng có ở phần phía nam của Nam Australia và từ đây tới Nullarbor ở Tây Australia.

## Hình ảnh

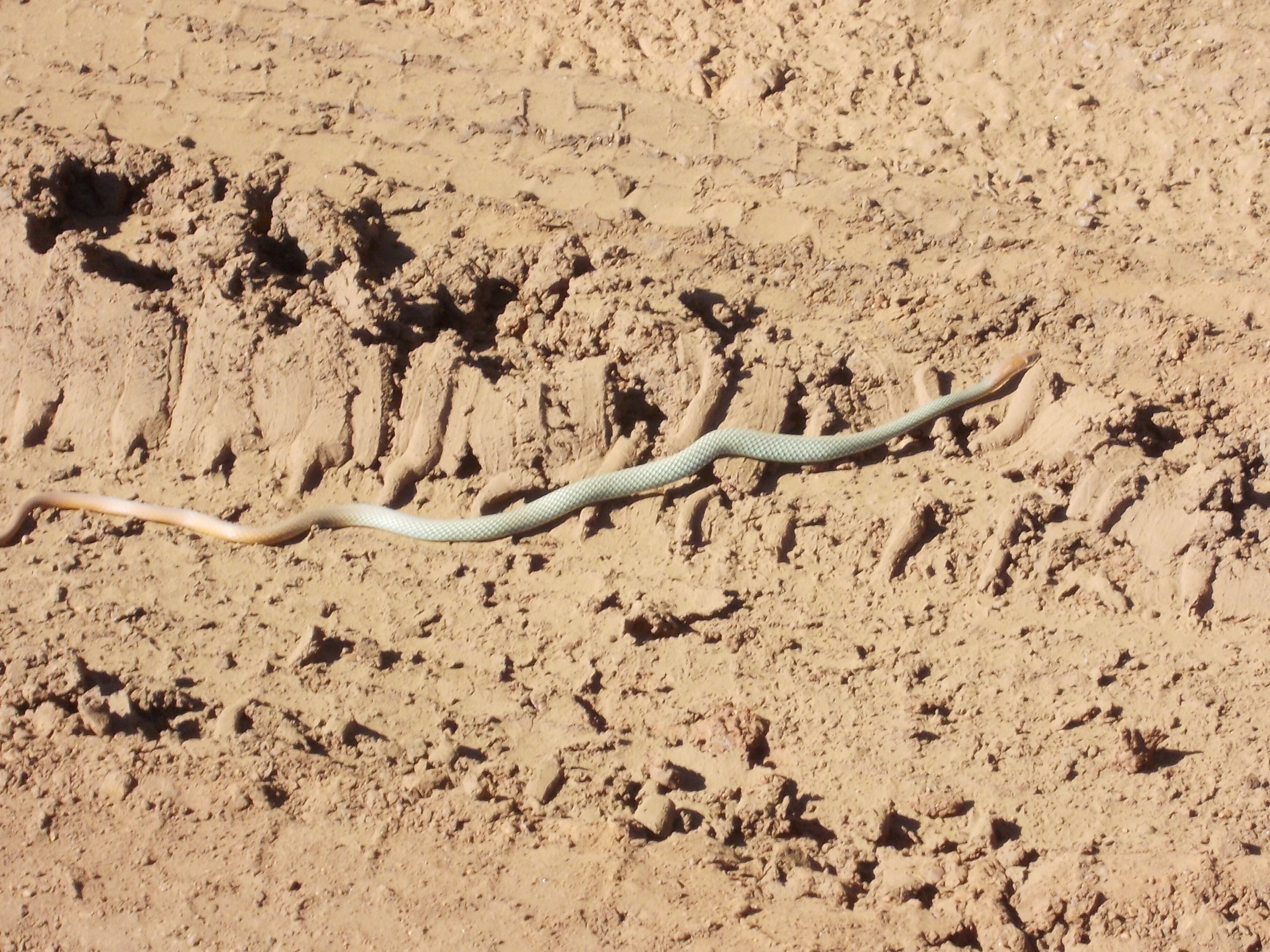
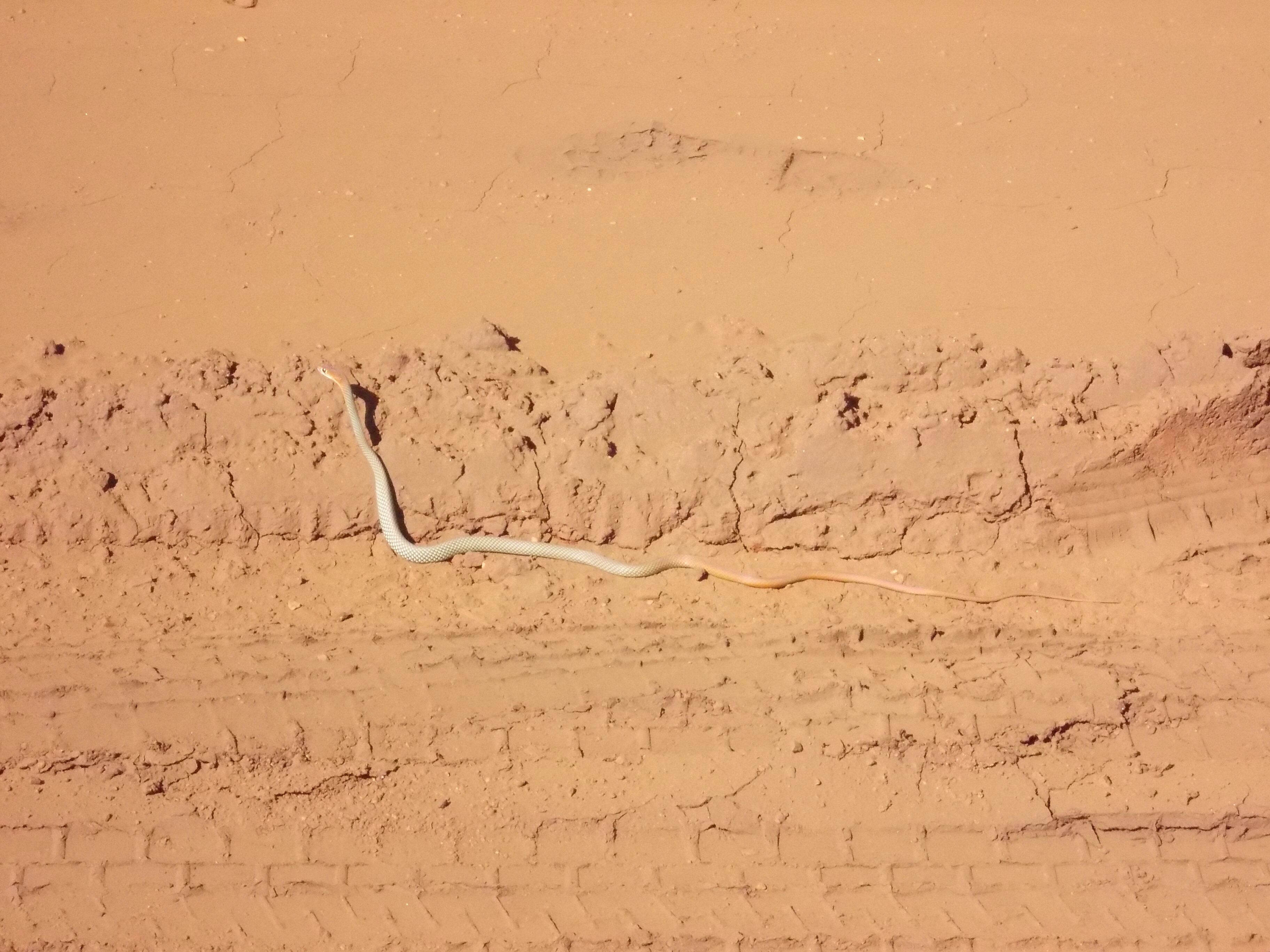